# Hrvatska pošta Mostar
Hrvatska pošta Mostar — одна з трьох державних поштових адміністрацій Боснії та Герцеговини. Хорватська пошта Мостару почала свою діяльність 1993 року як частина компанії Hrvatska pošta i telekomunikacije-HPT. 
З 1 січня 2003 року Хорватська пошта стала незалежною поштовою адміністрацією. Діяльність Хорватської пошти Мостару як поштової адміністрації в Боснії та Герцеговині також регулюється Законом про пошту Федерації Боснії та Герцеговини.

## Основна інформація
- Площа діляльності: 10,908 км кв.
- Кількість поштових відділень: 125
- Кількість відділень доставки: 277